# 613

## Събития
- Обединения на франкските кралства.